# Copa Intertoto 1989
La Copa Intertoto 1989 fue la 29ª edición de este torneo de fútbol a nivel de clubes de Europa. Participaron 44 equipos de asociaciones miembros de la UEFA.
No se declaró un campeón específico, ya que el torneo solo contó con fase de grupos y el campeón de cada grupo se llevó la copa, aunque se considera como campeón al Örebro SK de Suecia por ser el club que mostró el mejor rendimiento durante el torneo.

## Fase de grupos
Los 44 equipos fueron divididos en 11 grupos de 4 equipos, en donde el vencedor de cada grupo se llevó la copa y el premio monetario del torneo.

### Grupo 1
| Club      | G | E | P | GF | GC | Pts. |
| --------- | - | - | - | -- | -- | ---- |
| Luzern    | 4 | 1 | 1 | 14 | 5  | 9    |
| Karlsruhe | 4 | 1 | 1 | 14 | 9  | 9    |
| Liège     | 0 | 3 | 3 | 1  | 7  | 3    |
| Den Bosch | 1 | 1 | 4 | 6  | 14 | 3    |

|     | LUC | KSC | LIE | DNB |
| --- | --- | --- | --- | --- |
| LUC |     | 2-0 | 2-0 | 5-0 |
| KSC | 4-2 |     | 3-0 | 3-2 |
| LIE | 0-0 | 1-1 |     | 0-0 |
| DNB | 1-3 | 2-3 | 1-0 |     |

### Grupo 2
| Club          | G | E | P | GF | GC | Pts. |
| ------------- | - | - | - | -- | -- | ---- |
| B 1903        | 4 | 1 | 1 | 15 | 8  | 9    |
| Malmö         | 2 | 3 | 1 | 8  | 8  | 7    |
| Nitra         | 1 | 3 | 2 | 7  | 8  | 5    |
| Hansa Rostock | 0 | 3 | 3 | 7  | 13 | 3    |

|      | 1903 | MAL | NIT | HAN |
| ---- | ---- | --- | --- | --- |
| 1903 |      | 3-1 | 3-1 | 2-0 |
| MAL  | 2-1  |     | 0-0 | 2-1 |
| NIT  | 1-3  | 1-1 |     | 3-0 |
| HAN  | 3-3  | 2-2 | 1-1 |     |

### Grupo 3
| Club                | G | E | P | GF | GC | Pts. |
| ------------------- | - | - | - | -- | -- | ---- |
| Tirol Innsbruck     | 4 | 1 | 1 | 15 | 5  | 9    |
| Váci Izzó           | 2 | 3 | 1 | 3  | 2  | 7    |
| Etar Veliko Tarnovo | 1 | 3 | 2 | 3  | 7  | 5    |
| Bellinzona          | 0 | 3 | 3 | 5  | 12 | 3    |

|     | TIR | VAC | EVT | BEL |
| --- | --- | --- | --- | --- |
| TIR |     | 1-0 | 4-0 | 4-0 |
| VAC | 0-0 |     | 1-0 | 1-0 |
| EVT | 2-1 | 0-0 |     | 0-0 |
| BEL | 3-5 | 1-1 | 1-1 |     |

### Grupo 4
| Club               | G | E | P | GF | GC | Pts. |
| ------------------ | - | - | - | -- | -- | ---- |
| Grasshopper Club   | 3 | 1 | 2 | 14 | 12 | 7    |
| Rába ETO Győr      | 3 | 1 | 2 | 10 | 8  | 7    |
| Admira Wacker Wien | 2 | 1 | 3 | 15 | 17 | 5    |
| Brøndby            | 2 | 1 | 3 | 11 | 13 | 5    |

|     | GRA | GYO | AWW | BRO |
| --- | --- | --- | --- | --- |
| GRA |     | 2-1 | 4-3 | 3-4 |
| GYO | 1-0 |     | 5-0 | 1-0 |
| AWW | 2-2 | 5-1 |     | 5-0 |
| BRO | 1-3 | 1-1 | 5-0 |     |

### Grupo 5
| Club               | G | E | P | GF | GC | Pts. |
| ------------------ | - | - | - | -- | -- | ---- |
| Tatabánya          | 2 | 4 | 0 | 11 | 7  | 8    |
| Lokomotive Leipzig | 2 | 3 | 1 | 10 | 8  | 7    |
| Göteborg           | 2 | 1 | 3 | 11 | 14 | 5    |
| Lyngby             | 1 | 2 | 3 | 8  | 11 | 4    |

|     | TAT | LOK | GOT | LYN |
| --- | --- | --- | --- | --- |
| TAT |     | 0-0 | 5-3 | 3-1 |
| LOK | 0-0 |     | 2-1 | 3-0 |
| GOT | 3-3 | 3-1 |     | 1-0 |
| LYN | 0-0 | 4-4 | 3-0 |     |

### Grupo 6
| Club                | G | E | P | GF | GC | Pts. |
| ------------------- | - | - | - | -- | -- | ---- |
| Næstved             | 2 | 3 | 1 | 13 | 9  | 7    |
| Stuttgarter Kickers | 1 | 5 | 0 | 5  | 4  | 7    |
| Stal Mielec         | 2 | 3 | 1 | 9  | 10 | 7    |
| Djurgården          | 1 | 1 | 4 | 4  | 8  | 3    |

|     | NAE | KIC | STA | DJU |
| --- | --- | --- | --- | --- |
| NAE |     | 1-1 | 7-2 | 0-2 |
| KIC | 2-2 |     | 1-1 | 0-0 |
| STA | 1-1 | 0-0 |     | 1-0 |
| DJU | 1-2 | 0-1 | 1-4 |     |

### Grupo 7
| Club            | G | E | P | GF | GC | Pts. |
| --------------- | - | - | - | -- | -- | ---- |
| Örebro          | 5 | 0 | 1 | 16 | 5  | 10   |
| Slavia Praga    | 3 | 0 | 3 | 11 | 10 | 6    |
| Wettingen       | 2 | 0 | 4 | 9  | 13 | 4    |
| Siófoki Bányász | 2 | 0 | 4 | 7  | 15 | 4    |

|     | ÖRE | SLA | WET | SIO |
| --- | --- | --- | --- | --- |
| ÖRE |     | 2-0 | 4-1 | 1-2 |
| SLA | 0-4 |     | 4-0 | 4-1 |
| WET | 1-2 | 1-2 |     | 3-1 |
| SIO | 1-3 | 2-1 | 0-3 |     |

### Grupo 8
| Club               | G | E | P | GF | GC | Pts. |
| ------------------ | - | - | - | -- | -- | ---- |
| Sparta Prague      | 4 | 2 | 0 | 13 | 4  | 10   |
| Wisła Kraków       | 2 | 2 | 2 | 11 | 12 | 6    |
| Hapoel Petah Tikva | 2 | 1 | 3 | 9  | 11 | 5    |
| Beitar Jerusalem   | 1 | 1 | 4 | 7  | 13 | 3    |

|     | SPA | WIS | HPT | BEI |
| --- | --- | --- | --- | --- |
| SPA |     | 3-0 | 3-0 | 2-0 |
| WIS | 3-3 |     | 0-3 | 4-0 |
| HPT | 1-1 | 1-2 |     | 1-3 |
| BEI | 0-1 | 2-2 | 2-3 |     |

### Grupo 9
| Club          | G | E | P | GF | GC | Pts. |
| ------------- | - | - | - | -- | -- | ---- |
| Baník Ostrava | 3 | 2 | 1 | 8  | 6  | 8    |
| Vejle         | 2 | 3 | 1 | 11 | 11 | 7    |
| Grazer        | 1 | 3 | 2 | 8  | 7  | 5    |
| Hannover 96   | 1 | 2 | 3 | 11 | 14 | 4    |

|     | BAN | VEJ | GAK | H96 |
| --- | --- | --- | --- | --- |
| BAN |     | 3-0 | 1-0 | 2-1 |
| VEJ | 1-1 |     | 1-1 | 5-4 |
| GAK | 3-0 | 1-1 |     | 1-2 |
| H96 | 1-1 | 1-3 | 2-2 |     |

### Grupo 10
| Club            | G | E | P | GF | GC | Pts. |
| --------------- | - | - | - | -- | -- | ---- |
| Örgryte         | 5 | 0 | 1 | 10 | 3  | 10   |
| Rapid Bucureşti | 3 | 0 | 3 | 13 | 12 | 6    |
| Wismut Aue      | 2 | 0 | 4 | 10 | 12 | 4    |
| Spartak Varna   | 2 | 0 | 4 | 10 | 16 | 4    |

|     | ÖIS | RAP | WIS | SPA |
| --- | --- | --- | --- | --- |
| ÖIS |     | 2-0 | 2-0 | 2-0 |
| RAP | 3-1 |     | 2-1 | 5-2 |
| WIS | 0-1 | 3-2 |     | 3-1 |
| SPA | 0-2 | 3-1 | 4-3 |     |

### Grupo 11
| Club            | G | E | P | GF | GC | Pts. |
| --------------- | - | - | - | -- | -- | ---- |
| Kaiserslautern  | 3 | 2 | 1 | 11 | 8  | 8    |
| First Vienna    | 3 | 1 | 2 | 13 | 11 | 7    |
| RKC Waalwijk    | 2 | 2 | 2 | 11 | 11 | 6    |
| Carl Zeiss Jena | 1 | 1 | 4 | 6  | 11 | 3    |

|     | KAI | FIR | RKC | CZJ |
| --- | --- | --- | --- | --- |
| KAI |     | 2-0 | 2-2 | 3-1 |
| FIR | 3-0 |     | 4-2 | 1-1 |
| RKC | 1-1 | 3-4 |     | 2-0 |
| CZJ | 1-3 | 3-1 | 0-1 |     |